# Eef Admiraal
Evert ("Eef") Admiraal (Zwolle, 10 november 1898 – aldaar, 31 mei 1974) was een Nederlands voetbalspeler.

## Loopbaan
Admiraal was in de jaren '20 en '30 van de 20e eeuw een vaste waarde in de verdediging van P.E.C. Hij zou tijdens een periode van 1921 tot en met 1934 in de hoofdmacht spelen van de Zwolse club. Zijn favoriete positie binnen het elftal was linksachter. De statistieken van zijn eerste jaren in de Zwolse hoofdmacht liegen er niet om. In vijf jaar tijd, van 1920 tot en met 1925, werd geen enkele thuiswedstrijd verloren. De desbetreffende defensie werd naast Admiraal gevormd door Barend de Groot en doelman Berend Mulder.
Eind jaren '20 boekte PEC Zwolle de grootste successen in de beginperiode van de club. Als aanvoerder loodste Admiraal zijn club naar de nationale bekerfinale. In het seizoen 1927-1928 werd deze finale gespeeld tegen RCH uit Heemstede. De Zwollenaren wisten twee keer te scoren, maar Lourents van der Bend en Jos de Bondt deden dit in hun eigen doel. Een 0-2 einduitslag tot gevolg. De domper was groot, maar de club hoefde hier niet lang over te treuren. Het daaropvolgende seizoen promoveerde P.E.C. namelijk voor de tweede keer in de clubgeschiedenis naar de Eerste Klasse!
Op zondagmiddag 20 augustus 1933 werd Admiraal voor aanvang van de thuiswedstrijd tegen Longa gehuldigd voor zijn tweehonderdvijftig gespeelde wedstrijden in het eerste van P.E.C. Deze mijlpaal werd bereikt na twaalf jaar, waarvan Admiraal ook nog eens elf jaar aanvoerder was. Namens de vereniging bood vice-voorzitter De Rooy een gouden horloge met inscriptie aan.
Uiteindelijk moest Admiraal, die nog steeds tot één van de besten van de ploeg behoorde, zijn voetballoopbaan in 1934 vaarwel zeggen. Een knieblessure, welke de laatste wedstrijden al parten speelde, noodzaakte hem tot dit besluit.

## Penningmeester
Na zijn voetballoopbaan bleef Admiraal bij de P.T.T., waar hij al sinds 1914 werkzaam was, in dienst. Een baan bij de post was destijds niet opmerkelijk, aangezien veel spelers deze kregen aangeboden door hogere P.E.C. prominenten, met ook een hoge functie binnen de P.T.T. Admiraal had binnen het Zwolse postkantoor de functie als ‘besteller der posterijen, telegrafie en telefonie’, daarnaast slaagde hij in 1930 ook voor het examen voor conducteur der brievenmalen. In de P.E.C.’er van februari 1948 werd zelfs vermeld dat Admiraal was gepromoveerd tot bureelambtenaar 1e klasse bij de P.T.T.
Ondanks zijn baan bij de P.T.T. bleef Admiraal ook na zijn voetballoopbaan de club trouw. Zo fungeerde hij als clubtrainer en ging hij later aan de slag als penningmeester. Deze laatste functie werd ook vervuld tijdens de periode dat de club overging als betaaldvoetbalclub. Gelukkig kon Admiraal op de eerstvolgende vergadering melden dat de financiële toestand van de vereniging kerngezond was. Zo had de overstap naar het betaald voetbal geen nadelige gevolgen en aan financiële verplichtingen bij eventuele spelersaankopen kon worden voldaan.

## Erelid
Tijdens de jaarlijkse clubvergadering van 1932 werd er op bestuursvoorstel besloten om Eef Admiraal (destijds tien jaar aanvoerder van het eerste elftal), E. Kievit (vijftien jaar secretaris) en Gé Burgers (vijftien jaar bestuurslid) tot ereleden te benoemen. Deze eervolle titel was op dat moment sinds de oprichting aan slechts drie andere leden toebedeeld.